# Azuré canarien
Leptotes webbianus
Espèce
Synonymes
- Polyommatus webbianus Brullé, 1840
- Cyclyrius webbianus (Brullé, 1840)

Statut de conservation UICN

 LC  : Préoccupation mineure
L’Azuré canarien (Leptotes webbianus, anciennement Cyclyrius webbianus) est une espèce de lépidoptères (papillons) de la famille des Lycaenidae, endémique des îles Canaries.

## Description
L'imago de Leptotes webbianus est un petit papillon dont le mâle a le dessus de ailes bleu-violet bordé de brun, tandis que la femelle a le dessus brun-ocre.
Le revers des ailes antérieures est ocre avec quelques lignes claires et une bordure brun terne, tandis que le revers des ailes postérieures est brun terne avec une ornementation de lignes et damiers blancs, une bande submarginale blanche et des points marginaux sombres.

## Biologie

### Phénologie
L'Azuré canarien vole en plusieurs générations, toute l'année à basse altitude et de mars à août en altitude.

### Plantes hôtes
Ses plantes hôtes sont des Fabaceae :  Lotus rubigenus,  L. sessilifolius,  L. hillebrandi,  L. glaucus, Adenocarpus villosus.

## Distribution et biotopes
L'Azuré canarien est endémique des îles Canaries, où il habite les zones rocailleuses et broussailleuses[réf. souhaitée].

## Systématique
L'espèce actuellement appelée Leptotes webbianus a été décrite en 1840 par l'entomologiste français Gaspard Auguste Brullé sous le nom initial de Polyommatus webbianus.
Elle a longtemps été nommée Cyclyrius webbianus, étant d'ailleurs l'espèce type du genre Cyclyrius, mais des études de phylogénétique moléculaire ont conduit à mettre Cyclyrius en synonymie avec Leptotes, d'où le nouveau nom de Leptotes webbianus.

## Noms vulgaires
- En français : l'Azuré canarien.
- En anglais : Canary Blue[2].
- En allemand : Kanarischer Bläuling[4].